# Lopatkî, Hornostaiivka
Lopatkî (în ucraineană Лопатки) este un sat în comuna Cervonoblahodatne din raionul Hornostaiivka, regiunea Herson, Ucraina.

## Demografie
Componența lingvistică a localității Lopatkî
     Ucraineană (99,59%)
     Alte limbi (0,41%)
Conform recensământului din 2001, majoritatea populației localității Lopatkî era vorbitoare de ucraineană (99,59%), existând în minoritate și vorbitori de alte limbi.